# Johann Adolf Repsold

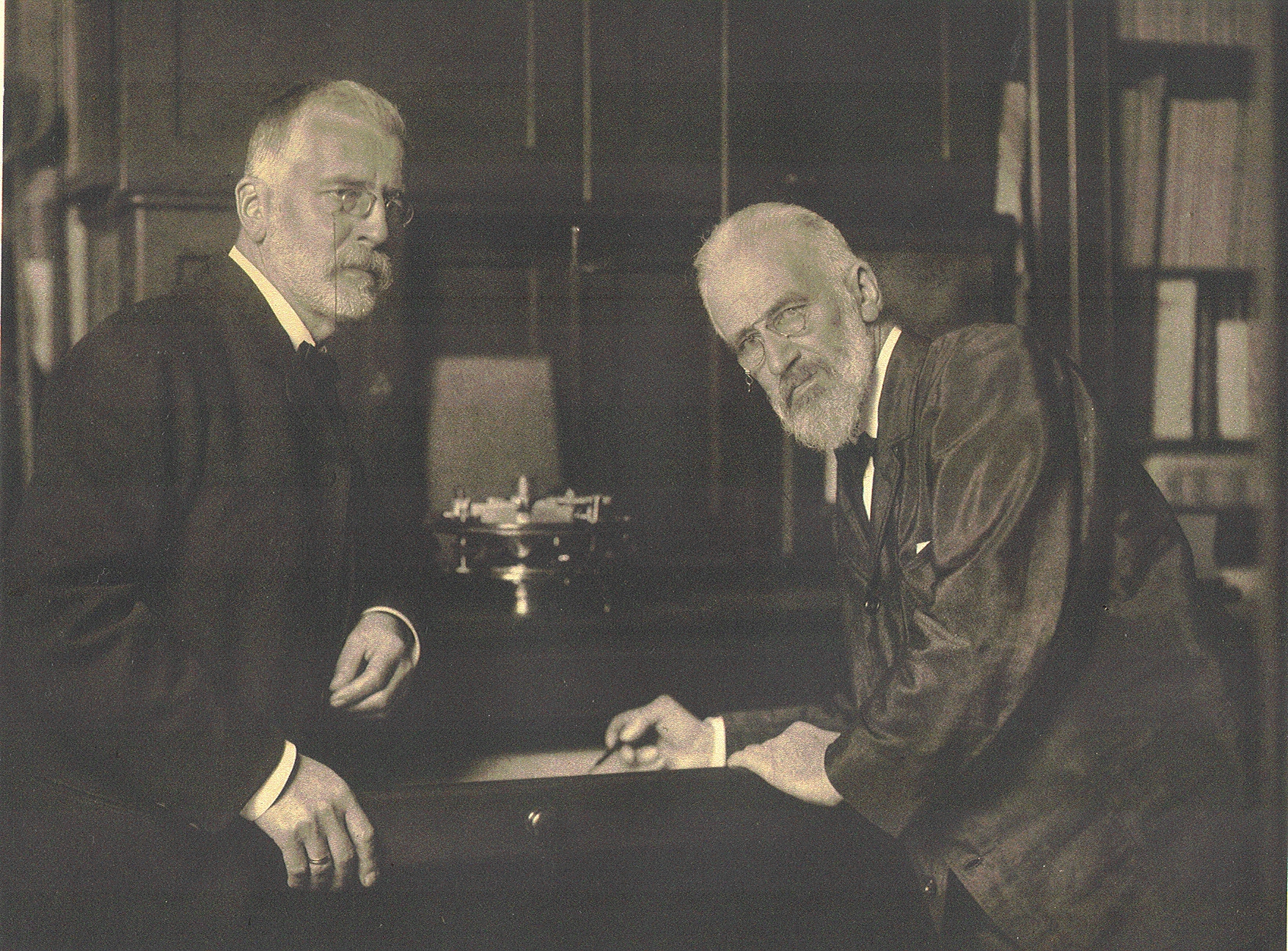
Rechts Johann Adolf Repsold, links sein Bruder Oscar, 1905

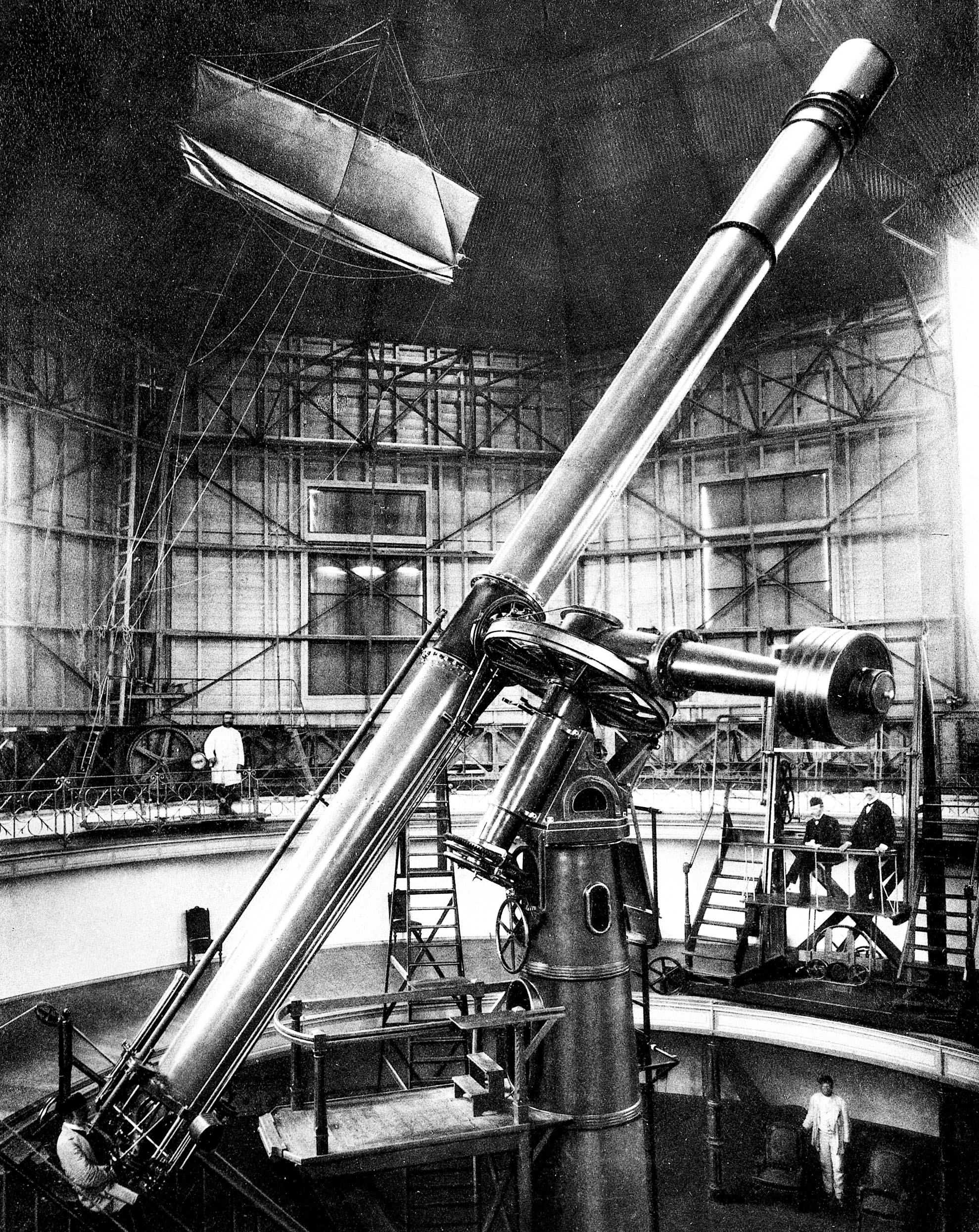
Der Große Refraktor (14 m Brennweite, 76 cm Öffnung) der Sternwarte Pulkowo aus dem Jahr 1884

Johann Adolf Repsold (* 3. Februar 1838 in Hamburg; † 1. September 1919 ebenda) war Unternehmer und Konstrukteur optischer Instrumente in Hamburg und führte den ursprünglichen Familienbetrieb unter dem Namen A. Repsold & Söhne an die Weltspitze.

## Leben
Johann Adolf Repsold, genannt Hans Repsold war die dritte Generation der Instrumentenbauer-Familie Repsold. Sein Großvater Johann Georg Repsold hatte die Firma gegründet, sein Vater Adolf Repsold hatte sie unter dem Namen A. & G. Repsold zu einem angesehenen optisch-astronomischen Unternehmen entwickelt. Johann Adolf Repsold übernahm es 1871 zusammen mit seinem Bruder Oscar und nannte es nun A. Repsold & Söhne. Der Bruder hielt sich in der Geschäftsführung weit zurück.
In den folgenden Jahren wurde A. Repsold & Söhne zu einem der großen astronomischen Instrumentenbauer. Die Instrumente verkauften sich weltweit. Das größte Instrument war der 14-Meter-Refraktor für die Sternwarte in Pulkowo bei St. Petersburg.
Da sich nach dem Tod Johann Adolf Repsolds keine Nachkommen fanden, die den Betrieb übernehmen wollten, endete 1919 die Existenz der Repsoldschen Werkstätten.
Johann Adolf Repsold war sehr stark an der astronomischen Geschichtsschreibung interessiert. Er veröffentlichte eine zweibändige Geschichte astronomischer Instrumente, sowie eine ausführliche Familienchronik.
Auf dem Hamburger Friedhof Ohlsdorf wurde Johann Adolf Repsold bei Planquadrat K 4, 21–30 (Bergstraße, südlich Friedhofsmuseum) bestattet, es ist jedoch ausschließlich die Gemeinschafts-Familiengrabstätte seiner Brüder Carl und Oscar Repsold bei K 4, 11–20 auffindbar.

## Ehrungen
Im Dezember 1885 wurde er zum korrespondierenden Mitglied der Russischen Akademie der Wissenschaften in Sankt Petersburg gewählt. 1887 wurde er zum Mitglied der Deutschen Akademie der Naturforscher Leopoldina gewählt.

## Arbeiten
| Jahr | Gerät                    | Brennweite | Öffnung | Abnehmer                                                         |
| ---- | ------------------------ | ---------- | ------- | ---------------------------------------------------------------- |
| 1871 | Refraktor                | 13 ½ Fuß   |         | Santiago de Chile                                                |
| 1874 | Meridiankreis            | 6 Fuß      |         | Sternwarte Straßburg                                             |
| 1874 | fotografisches Rohr      |            |         | Deutsche Venusexpedition                                         |
| 1874 | Bahnsucher               |            |         | Sternwarte Straßburg                                             |
| 1875 | Refraktor                | 8 Fuß      | 18 cm   | Stockholm                                                        |
| 1875 | Refraktor                | 16 Fuß     | 29 cm   | Sternwarte Potsdam                                               |
| 1878 | Refraktor                | 13 Fuß     | 23 cm   | Nikolajew                                                        |
| 1879 | Refraktor                | 21 Fuß     |         | Sternwarte Straßburg                                             |
| 1879 | Refraktor                | 21 Fuß     |         | Sternwarte Mailand                                               |
| 1879 | Refraktor                | 21 Fuß     |         | Sternwarte Pulkowo                                               |
| 1879 | Altazimut                | 5 Fuß      |         | Sternwarte Straßburg                                             |
| 1881 | Durchgangsinstrument     |            | 12,7 cm | National Astronomical Observatory of Japan (heutige Bezeichnung) |
| 1881 | Refraktor                | 21 Fuß     |         | Sternwarte Mailand                                               |
| 1882 | Heliometer               | 8 Fuß      | 15 cm   | Yale University Observatory, New Haven (Connecticut)             |
| 1884 | Refraktor                | 14 m       | 76 cm   | Sternwarte Pulkowo                                               |
| 1886 | Heliometer               | 6 Fuß      | 15 cm   | Sternwarte Leipzig                                               |
| 1887 | Heliometer               | 8 Fuß      | 18 cm   | Sternwarte Kapstadt                                              |
| 1888 | Heliometer               | 8 Fuß      | 15 cm   | Sternwarte Göttingen                                             |
| 1888 | Heliometer               | 8 Fuß      | 18 cm   | Sternwarte Bamberg                                               |
| 1889 | Refraktor                | 3,40 m     |         | Sternwarte Potsdam                                               |
| 1890 | Durchgangsinstrument     | 1,20 m     |         | Sternwarte Wien-Ottakring                                        |
| 1891 | Refraktor                | 9 Fuß      |         |                                                                  |
| 1891 | Heliostat                |            |         | Sternwarte Potsdam                                               |
| 1894 | fotografischer Refraktor | 5 m        |         | Sternwarte Kopenhagen                                            |
| 1894 | Heliometer               | 9 ½ Fuß    | 20 cm   | Sternwarte Wien                                                  |
| 1895 | Siderostat               |            |         | Sternwarte Stockholm                                             |
| 1898 | Refraktor                | 12 m       | 80 cm   | Sternwarte Potsdam                                               |
| 1899 | Vertikalkreis            |            |         | Sternwarte Odessa                                                |
| 1902 | Meridiankreis            |            |         | Kieler Sternwarte                                                |
| 1908 | Meridiankreis            | 7 Fuß      | 19 cm   | La Plata                                                         |
| 1908 | Meridiankreis            | 7 Fuß      | 19 cm   | Sternwarte Córdoba in Argentinien                                |
| 1908 | Meridiankreis            | 7 Fuß      | 19 cm   | Santiago de Chile                                                |
| 1908 | Meridiankreis            | 7 Fuß      | 19 cm   | Hamburger Sternwarte                                             |
| 1908 | Refraktor                | 9 m        | 60 cm   | Hamburger Sternwarte                                             |